# Jean Cébron
Jean-Maurice Cébron, né le 29 avril 1927 à Paris et mort le 1er février 2019 aux Sables-d'Or-les-Pins, est un danseur, chorégraphe et pédagogue français.
Pour le dictionnaire Larousse, il est un des rares adeptes de la danse moderne en France. Parmi ses élèves, on peut citer Virginia Heinen, Marilén Iglesias-Breuker, Tiziana Leucci, Beatrice Libonati, Enrico Tedde. Il participe au ballet La Table verte de Kurt Jooss qui le fit connaître.

## Biographie
Jean Cébron est le fils de la chorégraphe Mauricette Cébron, enseignante à l'Opéra de Paris.
Il crée seul ses premières danses, son père s'oppose à sa vocation, il s'initie donc à la musique et à la peinture. Sa mère l’amène à la danse à la fin de la Seconde Guerre mondiale.
Il étudie avec sa mère de 1945 à 1947. Alors qu'il étudie avec Carlotta Zambelli, il rencontre Kurt Jooss qu'il suit à Londres.
De 1947 à 1948, il étudie avec Sigurd Leeder ainsi que Ram Gopal, un professeur de chorégraphie indienne.
De 1948 à 1954, il est soliste au Ballet national de Santiago de Chile (es) et enseigne à l'Institut français du Chili,.
Entre 1954 et 1957 il retourne étudier intensivement à Londres, au Royaume-Uni, avec Sigurd Leeder, ; parallèlement, il commence à chorégraphier et étudie la danse classique avec Anna Northcote.
Il se fait remarquer dans son rôle de la Mort dans La Table verte de Kurt Jooss. 
Il crée ses premiers soli et est invité au Jacob’sPillow. Il étudie aux États-Unis avec Ted Shawn, abordant la méthode Cecchetti avec Margaret Craske et Alfredo Corvino. Il danse avec Lotte Goslar et tourne ses soli.
De 1961 à 1964, il est chorégraphe, soliste et enseignant au sein de la troupe du Folkwangballett Essen sous la direction de Kurt Jooss. Il continue à chorégraphier pour cette troupe entre 1964 et 1967.
En 1966 et 1967, il crée ses propres œuvres avec Pina Bauschcomme interprète.
De 1969 à 1972, il est directeur des études chorégraphique à l'académie d'état Dansskolar de Stockholm.
De 1973 à 1976, il est professeur de danse moderne à l'Accademia nazionale di danza de Rome tout en gardant des liens étroits avec la Folkwang Hochschule de Essen, où il enseigne jusqu'à sa retraite fin des années 1990.
Il meurt le 1er février 2019 à l'âge de 91 ans, aux Sables-d'Or-les-Pins.